# Розенфельд (Німеччина)
Розенфельд (нім. Rosenfeld) — місто в Німеччині, знаходиться в землі Баден-Вюртемберг. Підпорядковується адміністративному округу Тюбінген. Входить до складу району Цоллернальб.
Площа — 51,11 км2. Населення становить 6383 ос. (станом на 31 грудня 2020).